# The Single File
The Single File è una raccolta in videocassetta di 12 video tratti dai primi quattro album di Kate Bush, pubblicata nel 1983.
I brani vanno da Wuthering Heights del 1977 a There Goes A Tenner del 1983. La raccolta presenta brani come The Man With The Child In His Eyes (1978), Breathing (1980) o The Dreaming (1982).
Presente anche il video di Wow (1979) ai tempi bandito dalla BBC inglese a causa di una scena giudicata troppo irriverente; nel video dell'omonimo singolo, infatti, la Bush muove una critica all'omofobia imperante nell'ambiente del teatro, intonando il verso He's too busy hitting the vaseline (trad: "è troppo impegnato a mettersi la vaselina") toccandosi in modo esplicito il posteriore. Suggestivo è anche il video della nota Babooshka (1980).
Cinque di questi video sono disponibili esclusivamente in questa raccolta, piuttosto rara da reperire.

## Tracce
1. Wuthering Heights
2. The Man With The Child In His Eyes
3. Hammer Horror
4. Wow (earlier version)
5. Them Heavy People
6. Breathing
7. Babooshka
8. Army Dreamers
9. Sat In Your Lap
10. The Dreaming
11. Suspended In Gaffa
12. There Goes A Tenner